# Typhlodromus clairathiasae
Typhlodromus clairathiasae är en spindeldjursart som beskrevs av Wainstein och Arutunjan 1967. Typhlodromus clairathiasae ingår i släktet Typhlodromus och familjen Phytoseiidae. Inga underarter finns listade i Catalogue of Life.